# Калужско-Рижская линия
Калу́жско-Ри́жская линия (в проекте — Дзержи́нско-Калу́жская; также Калу́жско-Ри́жский диаметр) — шестая по официальной нумерации (пятая по хронологии) линия Московского метрополитена. Связывает северо-восточные районы Москвы (Северное Медведково, Свиблово), ВДНХ и Рижский вокзал через центр с районами на юге и юго-западе города (Донской, Черёмушки, Коньково и Ясенево). В течение более девяти лет, линия существовала как два радиальных участка, которые затем были соединены в один диаметр (с 1 мая 1958 по 5 января 1972 года Рижский радиус обозначался на картах жёлтым цветом, из-за чего некоторые старожилы иногда называли эту линию «первой жёлтой», а не Калининскую, хотя само это наименование уже почти не употребляется в XXI веке). На схемах обозначается оранжевым цветом и числом  . На ней расположены две подряд станции с кросс-платформенной пересадкой — «Китай-город» и «Третьяковская». Кроме Москвы, в России кросс-платформенные пересадки также находятся в Санкт-Петербурге (первая такая в СССР появилась в Ленинграде на первых очередях Кировско-Выборгской и Московско-Петроградской линий) и Нижнем Новгороде, обе линии которого — Автозаводская и Сормовско-Мещерская — пересекаются на станции «Московская».
В составе линии 24 станции, все с одной островной платформой, но с осуществлением выхода и входа пассажиров из вагонов с правой стороны на «Китай-городе» и «Третьяковской» при движении из центра. Длина — 37,8 км, среднее время поездки по всей линии — 56 минут. Центральный и частично северо-восточный участок линии («Шаболовская» — «ВДНХ») — глубокого заложения, участки «Ботанический сад» — «Медведково» и «Ленинский проспект» — «Новоясеневская» — мелкого. На перегоне «Бабушкинская» — «Медведково» расположен крытый Медведковский метромост. Среднесуточный пассажиропоток линии в 2011 году составлял 904 тыс. человек.

## История
Первый участок будущей Калужско-Рижской линии длиной 5,4 км, включающий четыре станции глубокого заложения, был открыт в 1958 году. Он проходил в основном под проспектом Мира параллельно ему, связывая центр города с ВСХВ. До 1972 года этот участок назывался Рижским радиусом; к нему относятся станции «Ботанический сад» (ныне «Проспект Мира»), «Рижская», «Мир» (ныне «Алексеевская») и «ВСХВ» (ныне «ВДНХ»).
В 1962 году был введён в эксплуатацию Калужский радиус, соединивший центр Москвы с жилыми массивами на юго-западе города. При открытии этот участок имел протяжённость 8,9 км и включал пять станций: «Октябрьскую», «Ленинский проспект», «Академическую», «Профсоюзную» и «Новые Черёмушки». Станция «Шаболовская», расположенная между «Октябрьской» и «Ленинским проспектом», была предусмотрена исходным проектом, но вступила в строй только в 1980 году.
В 1964 году Калужский радиус был продлён на юг, до здания нового электродепо; на его территории в течение десяти лет — с 1964 по 1974 год — размещалась наземная станция «Калужская». В 1974 году открылась новая — подземная — станция с таким названием, старая же была закрыта; одновременно открылась станция «Беляево».
Строительство центрального участка линии, соединившего Калужский и Рижский радиусы и образовавшего вместе с ними Калужско-Рижскую линию, началось в 1970 году. 4 января 1971 года его южная половина — от «Октябрьской» до «Площади Ногина» — начала работу; тогда открылись две станции — «Новокузнецкая» (ныне «Третьяковская») и «Площадь Ногина» (ныне «Китай-город»); последняя была совмещена со Ждановско-Краснопресненской линией (ныне Таганско-Краснопресненская); позднее, в 1986 году (после открытия второго зала), и «Третьяковская» стала совмещённой — с Калининской линией. В январе 1972 года открылась и северная половина центрального участка с двумя станциями — «Колхозной» (ныне «Сухаревская») и «Тургеневской»; инженерно-геологические условия при строительстве этого участка также отличались большой сложностью. Таким образом, Калужско-Рижская линия появилась в 1972 году.
В 1978 году линия была продлена на север — от станции «ВДНХ» до станции «Медведково»; на этом участке длиной 8,1 км — четыре станции («Ботанический сад», «Свиблово», «Бабушкинская» и «Медведково»), все — мелкого заложения. Предполагалось, что на линии будет организовано вилочное движение по схеме «Свиблово» — «Бабушкинская» — «Свиблово» — «Лосиноостровская», под которое на перегоне «Свиблово» — «Бабушкинская» оставлен задел.
Южный фрагмент линии — от «Беляево» до «Битцевского парка» — был открыт в две очереди. Первая очередь, включавшая две станции — «Коньково» и «Тёплый Стан» — была сдана в эксплуатацию в 1987 году, а вторая — со станциями «Ясенево» и «Битцевский парк» (ныне «Новоясеневская») — вступила в строй в январе 1990 года. Изначально станции планировалось сдать к Новому году, но из-за начавшегося в стране в конце 80-х экономического кризиса сроки строительства не были соблюдены (то же самое случилось и со станцией «Крылатское» Арбатско-Покровской линии).

## Станции
|       | Название станции Прежние названия                                                         | Дата открытия    | Пере- садки | Глубина, м | Тип конструкции                            | Координаты                      | Вид станции |
| ----- | ----------------------------------------------------------------------------------------- | ---------------- | ----------- | ---------- | ------------------------------------------ | ------------------------------- | ----------- |
| @6 01 | «Медведково»                                                                              | 29 сентября 1978 |             | −10        | колонная мелкого заложения трёхпролётная   | 55°53′14″ с. ш. 37°39′41″ в. д. |             |
| @6 02 | «Бабушкинская»                                                                            | 29 сентября 1978 |             | −10        | односводчатая мелкого заложения            | 55°52′10″ с. ш. 37°39′52″ в. д. |             |
| @6 03 | «Свиблово»                                                                                | 29 сентября 1978 |             | −8         | колонная мелкого заложения трёхпролётная   | 55°51′19″ с. ш. 37°39′10″ в. д. |             |
| @6 04 | «Ботанический сад»                                                                        | 29 сентября 1978 | 14          | −7         | колонная мелкого заложения трёхпролётная   | 55°50′42″ с. ш. 37°38′18″ в. д. |             |
| @6 05 | «ВДНХ» ВСХВ (с 01.05.1958 до 12.12.1959)                                                  | 1 мая 1958       |             | −53,5      | пилонная глубокого заложения трёхсводчатая | 55°49′16″ с. ш. 37°38′28″ в. д. |             |
| @6 06 | «Алексеевская» Мир (с 01.05.1958 до 20.06.1966) Щербаковская (с 20.06.1966 до 05.11.1990) | 1 мая 1958       |             | −51        | пилонная глубокого заложения трёхсводчатая | 55°48′32″ с. ш. 37°38′20″ в. д. |             |
| @6 07 | «Рижская»                                                                                 | 1 мая 1958       | 11 D2       | −46        | пилонная глубокого заложения трёхсводчатая | 55°47′37″ с. ш. 37°38′10″ в. д. |             |
| @6 08 | «Проспект Мира» Ботанический сад (с 01.05.1958 до 26.10.1966)                             | 1 мая 1958       | 05          | −50        | пилонная глубокого заложения трёхсводчатая | 55°46′52″ с. ш. 37°37′54″ в. д. |             |
| @6 09 | «Сухаревская» Колхозная (с 05.01.1972 до 05.11.1990)                                      | 5 января 1972    |             | −43        | пилонная глубокого заложения трёхсводчатая | 55°46′24″ с. ш. 37°37′55″ в. д. |             |
| @6 10 | «Тургеневская»                                                                            | 5 января 1972    | 01 10       | −49        | пилонная глубокого заложения трёхсводчатая | 55°45′58″ с. ш. 37°38′15″ в. д. |             |
| @6 11 | «Китай-город» Площадь Ногина (с 03.01.1971 до 05.11.1990)                                 | 3 января 1971    | 07          | −29        | колонная глубокого заложения трёхсводчатая | 55°45′19″ с. ш. 37°38′00″ в. д. |             |
| @6 12 | «Третьяковская» Новокузнецкая (с 03.01.1971 до 11.06.1983)                                | 3 января 1971    | 02 08       | −46        | пилонная глубокого заложения трёхсводчатая | 55°44′28″ с. ш. 37°37′39″ в. д. |             |
| @6 13 | «Октябрьская»                                                                             | 13 октября 1962  | 05          | −50        | пилонная глубокого заложения трёхсводчатая | 55°43′50″ с. ш. 37°36′40″ в. д. |             |
| @6 14 | «Шаболовская»                                                                             | 5 ноября 1980    |             | −46,5      | пилонная глубокого заложения трёхсводчатая | 55°43′11″ с. ш. 37°36′30″ в. д. |             |
| @6 15 | «Ленинский проспект»                                                                      | 13 октября 1962  | 14          | −16        | колонная мелкого заложения трёхпролётная   | 55°42′28″ с. ш. 37°35′10″ в. д. |             |
| @6 16 | «Академическая»                                                                           | 13 октября 1962  |             | −8,5       | колонная мелкого заложения трёхпролётная   | 55°41′16″ с. ш. 37°34′24″ в. д. |             |
| @6 17 | «Профсоюзная»                                                                             | 13 октября 1962  |             | −7         | колонная мелкого заложения трёхпролётная   | 55°40′41″ с. ш. 37°33′46″ в. д. |             |
| @6 18 | «Новые Черёмушки»                                                                         | 13 октября 1962  |             | −7         | колонная мелкого заложения трёхпролётная   | 55°40′13″ с. ш. 37°33′16″ в. д. |             |
| @6 19 | «Калужская»                                                                               | 12 августа 1974  | 11          | −10        | колонная мелкого заложения трёхпролётная   | 55°39′26″ с. ш. 37°32′26″ в. д. |             |
| @6 20 | «Беляево»                                                                                 | 12 августа 1974  |             | −12        | колонная мелкого заложения трёхпролётная   | 55°38′34″ с. ш. 37°31′33″ в. д. |             |
| @6 21 | «Коньково»                                                                                | 6 ноября 1987    |             | −8         | односводчатая мелкого заложения            | 55°38′00″ с. ш. 37°31′08″ в. д. |             |
| @6 22 | «Тёплый Стан»                                                                             | 6 ноября 1987    |             | −8         | колонная мелкого заложения трёхпролётная   | 55°37′09″ с. ш. 37°30′30″ в. д. |             |
| @6 23 | «Ясенево»                                                                                 | 17 января 1990   |             | −8         | колонная мелкого заложения трёхпролётная   | 55°36′23″ с. ш. 37°32′00″ в. д. |             |
| @6 24 | «Новоясеневская» Битцевский парк (с 17.01.1990 до 01.06.2009)                             | 17 января 1990   | 12          | −7         | колонная мелкого заложения трёхпролётная   | 55°36′04″ с. ш. 37°33′15″ в. д. |             |

На линии находятся две станции с повторно использованными названиями:
- «Калужская», при открытии унаследовавшая название от одновременно закрывшейся наземной станции;
- «Ботанический сад» — это название до 1966 года носили обе станции «Проспект Мира», причём в первый и во второй раз название присвоено в честь разных географических объектов[3].

## Депо и подвижной состав
| Электродепо           | Период      |
| --------------------- | ----------- |
| ТЧ-4 «Красная Пресня» | 1958—1972   |
| ТЧ-5 «Калужское»      | с 1962 года |
| ТЧ-10 «Свиблово»      | с 1978 года |

### Количество вагонов в поезде
| Количество | Период      |
| ---------- | ----------- |
| 4          | 1958—1972   |
| 6          | 1972—1980   |
| 7          | 1980—1987   |
| 8          | с 1987 года |

### Тип подвижного состава
| Тип                                | Период                |
| ---------------------------------- | --------------------- |
| Г                                  | 1958—1982             |
| Д                                  | 1958—1982             |
| Е, Еж, Еж1, Ем-508, Ем-509         | 1972—1996             |
| 81-717/714                         | 1987—2023             |
| 81-717.5/714.5                     | 1988—2023             |
| 81-717.5М/714.5М                   | 1993—2022 2023        |
| 81-760/761 «Ока»                   | 2017—2018 с 2021 года |
| 81-760А/761А/763А «Ока»            | 2018 2021—2023        |
| 81-765/766/767 «Москва»            | с 2018 года           |
| 81-765.3/766.3/767.3 «Москва»      | 2018—2020 с 2021 года |
| 81-765.4/766.4/767.4 «Москва-2019» | 2019—2020 с 2021 года |
| 81-775/776/777 «Москва-2020»       | 2020—2023 с 2023 года |

С 1987 по 1996 год вагоны типа Е, Еж, Еж1, Ем-508, Ем-509 заменялись на новые 81-717/714, 81-717.5/714.5, 81-717.5М/714.5М. По данным 2010 года, на линии было задействовано около 700 вагонов данной модели. С 2011 по 2017 год на линию поступали составы из старых вагонов 81-717/714 из депо, где они были заменены на вагоны нового поколения.
В октябре 2021 года Сергей Собянин принципиально решил эксплуатировать на Большой кольцевой линии только поезда «Москва-2020». В связи с этим в октябре—ноябре в депо «Свиблово» вернулись составы моделей 81-760/761 «Ока», 81-760А/761А/763А «Ока» и 81-765/766/767 «Москва». Также началась эксплуатация последних в электродепо ТЧ-5 «Калужское». В конце февраля 2023 года перед открытием восточного участка Большой кольцевой линии из-за задержек поставок поездов «Москва-2020» всех их и вагоны 81-765/766/767 «Москва» передали в электродепо ТЧ-21 «Нижегородское». В июне 2023 года поезда «Москва-2020» вернулись в электродепо ТЧ-5 «Калужское» для дальнейшей работы на Калужско-Рижской линии.
В конце 2023 года на Калужско-Рижской линии был полностью обновлён подвижной состав, в связи с чем на ней не осталось вагонов серии 81-717/714.
Вторая линия московского метро после Таганско-Краснопресненской, на которой до отстранения вагонов серии 81-717/714 эксплуатировалось сразу 4 вида подвижного состава: 81-717/714, 81-760/761 «Ока» / 81-760А/761А/763А «Ока», 81-765/766/767 «Москва» и «Москва-2020».

## Средства сигнализации и связи
Основное средство сигнализации — двузначная автоблокировка с автостопами и защитными участками, дополненная АЛС-АРС и сигналами «один жёлтый огонь», «один жёлтый и один зелёный огни». Напольное оборудование АЛС-АРС — МАРС.

## Зонный оборот поездов
Для выравнивания графика движения, а также при съёме составов в депо и ПТО, организуют так называемые зонные обороты поездов, то есть поезда следуют не до конечной станции, а до станции, где есть путевое развитие и возможность быстро организовать оборот поезда. На Калужско-Рижской линии для этих целей используют в основном станции: «ВДНХ» — при движении в сторону станции «Медведково», при движении поездов в депо — «Свиблово» и «Новые Черёмушки» и станцию «Беляево» — при движении до станции «Новоясеневская».

## Перспективы
Ещё с советских времён планировалось продление линии на север от станции «Медведково» в город Мытищи с сооружением станции «Челобитьево», которая в разное время появлялась в официальных планах строительства и исчезала из них. В 2019 году было принято решение отказаться от продления линий Московского метрополитена в Московскую область, однако оно оказалось не окончательным — уже в 2020 году появилась информация, что к проекту продления линии в Мытищи до станции «Челобитьево» планировалось вернуться после 2023 года.
На перегоне между станциями «Третьяковская» и «Октябрьская» планировалось строительство станции «Якиманка» с пересадкой на станцию «Полянка» Серпуховско-Тимирязевской линии. Задел для строительства «Якиманки» был сделан ещё в середине 1990-х годов, однако впоследствии подготовленную шахту залили бетоном при строительстве жилого комплекса «Евгений Онегин». По планам 1992 года станцию предполагалось строить с 1996 по 2000 год.

## Происшествия

#### Взрыв на станции «Третьяковская» (1998)
1 января 1998 года в вестибюле станции «Третьяковская» произошёл взрыв. Ранены три человека. Мощность безоболочного взрывного устройства составила 150 граммов в тротиловом эквиваленте. Сменный машинист, переходя по пешеходному мостику с одного состава на другой, обнаружил около ворот, которыми на ночь закрывается вход на станцию, небольшую сумочку. Открыв её, машинист увидел батарейки и провода. Он немедленно отнёс находку дежурной по перрону, после чего сел в состав и уехал по маршруту. Дежурная, положив сумочку на металлический ящик с огнетушителем на дальней части перрона, которая отгорожена от пассажирского зала, позвонила в милицию. В этот момент прозвучал взрыв. В результате взрыва разбиты стекла кабинки дежурной — она ранена осколками, а находившиеся рядом две уборщицы получили лёгкие травмы и нервный шок.

#### Взрыв у выхода станции «Рижская» (2004)
31 августа 2004 года в 20 часов 50 минут смертница совершила теракт у вестибюля станции «Рижская». Погибло 10 человек, включая саму террористку и её сообщника Николая Кипкеева, около 50 человек получили ранения различной степени тяжести. Николай Кипкеев, случайно погибший сообщник террористки, был дважды судимым главой «карачаевского джамаата». По данным следствия, он был причастен и к взрывам автобусных остановок в феврале и июле 2004 года в Воронеже. Дела о взрывах на «Рижской», на перегоне «Автозаводская» — «Павелецкая» и в Воронеже позже были объединены в одно, трое сообщников террористов были осуждены.

#### Авария энергосети (2005)
25 мая 2005 года из-за аварии на энергосети на участке от «Битцевского парка» до «Китай-города» отсутствовало движение поездов.

#### Взрывчатка возле станции «Профсоюзная» (2007)
4 мая 2007 года в окрестностях северного вестибюля станции пакет со взрывчаткой был обнаружен собакой, проживающей в переходе. Это происшествие незначительно изменило работу наземного общественного транспорта в районе станции.

#### Задымление на станции «Шаболовская» (2013)
Утром 22 ноября 2013 года на станции метро «Шаболовская» произошёл сбой в электропроводке. Из-за короткого замыкания в помещении тяговой подстанции произошло задымление на площади 100 м². Для ликвидации ЧП к метро были вызваны 3 пожарных расчёта, станция в целях безопасности была закрыта для входа и выхода пассажиров. При этом движение поездов на линии не прекращалось, поезда следовали через «Шаболовскую» без остановок. Происшествие незначительно изменило работу наземного общественного транспорта в районе станции. После ликвидации последствий чрезвычайного происшествия станция была открыта для прохода пассажиров в 8 часов 27 минут.

## В культуре

### В компьютерных играх
Участок Калужско-Рижской линии «Новые Черёмушки» — «Октябрьская», который ранее являлся Калужским радиусом, присутствует в дополнении (моде) «Metrostroi Subway Simulator» к игре «Garry’s Mod» в Steam, разработанный «игроками-энтузиастами» и функционирующий в виде аддона в Steam Workshop. Дополнение отличается от других компьютерных симуляторов поездов высокой реалистичностью и широкой кастомизацией каких-либо действий.

### В литературе
Станция Калужско-Рижской линии «ВДНХ» является местом действия Артёма — главного героя романов «Метро 2033», «Метро 2034», «Метро 2035», Дмитрия Глуховского, а также игр «Metro 2033», «Metro: Last Light», «Metro Exodus».